# Summer Sunshine
Summer Sunshine is een nummer van de Ierse band The Corrs uit 2004. Het is de eerste single van hun vierde studioalbum Borrowed Heaven.
Frontvrouw Andrea Corr zei dat "Summer Sunshine" een nummer is met een vrolijk geluid, maar melancholische tekst. Volgens Corr gaat de tekst over "een geheime liefde waar je nooit helemaal overheen kan komen, een verboden liefde die leeft in je hoofd". Het nummer werd een bescheiden hit in Europa en Oceanië. Zo bereikte het de 12e positie in Ierland, het thuisland van The Corrs. In de Nederlandse Top 40 bereikte de plaat een bescheiden 29e positie, terwijl het in de Vlaamse Ultratop 50 de 46e positie bereikte.

## Tracklijst
Cd-single
1. "Summer Sunshine" - 2:55
2. "Summer Sunshine" (akoestische versie) - 3:01